# Cuthbert Tunstall

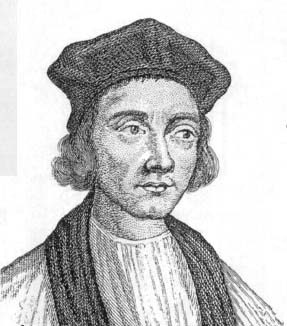
Cuthbert Tunstall (1474–1559), Bischof von Durham

Cuthbert Tunstall (* 1474 in Hackforth in Yorkshire; † 18. November 1559 im Lambeth Palace) war ein englischer Bischof von Durham.

## Leben
Tunstall studierte am Balliol College in Oxford und am Trinity College in Cambridge Theologie und Philosophie. 1499 ging er nach Padua, um dort seine Studien fortzusetzen. 1505 kehrt er nach einem Besuch in Rom nach England zurück und trat in die Dienste des Erzbischofs von Canterbury, William Warham. 1522 wurde er Bischof von London. König Heinrich VIII., der ihn als Diplomat verwandte, ernannte ihn 1530 zum Bischof von Durham und setzte ihn in seinem Testament als Mitglied des Regentschaftsrats ein. Tunstall fügte sich in den Bruch des Königs mit Rom, war jedoch bemüht, so weit als möglich eine Übereinstimmung zwischen der Kirche von England und dem Heiligen Stuhl aufrechtzuerhalten. Diese Politik kostete ihn unter Eduard VI. die Stellung in der Regierung. 1551 wurde er eingekerkert. Ein Jahr später wurde ihm die Bischofswürde entzogen. 1553 setzte Maria I. Tudor ihn wieder in sein Amt ein und trug ihn auf, sich mit der Frage der protestantischen Bischöfe zu befassen. Tunstall ging dabei mit lobenswerter Zurückhaltung vor. Nach der Thronbesteigung Elisabeth I. Tudor ließ ihn jedoch seine starre Ablehnung ihrer religiöser Neuerungen bei der Königin in Ungnade fallen. Er lehnte es ab, den Suprematseid zu schwören und weigerte sich, Matthew Parker zum Erzbischof von Canterbury zu weihen. Tunstall wurde zum zweiten Mal seines Amtes enthoben und im Lambeth Palace unter Hausarrest gestellt, wo er bereits wenige Wochen später starb.

## Werke (Auszüge)
- De Arte Supputendi (1522)
- De Veritate Corporis et Sanguinis Domini nostri Jesu Christi in Eucharistia (1551)